# Tegarts mur
Tegarts mur var et 6 meter bredt pigtrådshegn rejst i 1938 langs det britiske mandatområdes nordgrænse for at forhindre arabiske styrker i at krydse den syriske og libanesiske grænse for at slutte sig til Den Arabiske Opstand i Palæstina 1936-1939. Hegnet var 75 km langt og gik hele vejen langs den palæstinensisk-syriske grænse. Det delte de to lande og kostede £ 100.000. 5 forter og 20 pillboxes (forstærkede vagttårne) blev bygget langs med hegnet. Hegnet blev til på Sir Charles Tegarts initiativ. Hegnet blev afmonteret i 1942, for at pigtråden kunne anvendes i Ørkenkrigen i 2. verdenskrig, men forterne og nogle af vagttårnene eksisterer stadig.